# マダガスカル・アリアリ
マダガスカル・アリアリ（Malagasy ariary）は、1961年に導入され、2005年1月から単独通用しているマダガスカルの通貨単位。ISO 4217による略称は、MGA。
2004年12月31日まではマダガスカル・フランと併用されていた。1アリアリ=5マダガスカル・フラン。1アリアリ＝0.03円(2020年3月現在)

## 紙幣
2017年7月17日、新たに20,000アリアリ紙幣が発行されて、紙幣の数は100、200、500、1000、2,000、5,000、10,000、20,000アリアリの8種類となった。既存額面の紙幣も新たなデザインのものに順次変更が行われた。